# هارون الجازي
هارون الجازي (1913-1 يناير 1979) مناضل أردني ولد في قرية أذرح بمحافظة معان الأردنية. نشأ في بيئة بدوية وتعلم في كُتاب القرية. وكان قائد الجبهة الجنوبية في معركة القسطل برفقة عبد القادر الحسيني وحسن سلامة. نال وسام الاستقلال لدوره البطولي في معركة باب الواد من الملك عبد الله الأول. 

## نضاله الوطني
في عام 1947 وبعد صدور قرار تقسيم فلسطين، شكل هارون سحيمان الجازي كتيبة مجاهدين عُرفت باسم "كتيبة هارون الجازي" وكانت من أوائل الكتائب التي عبرت الحدود الأردنية الفلسطينية وشاركت بالقتال. ومن أبرز المعارك التي شاركت فيها باب الواد واللطرون، حيث ساهموا بقطع طريق الإمدادات بين القدس وتل أبيب مما ساهم في تضييق الخناق على القوات الصهيونية. ووفقًا لكتاب "يا قدس" للكاتبين لاري كولينز ودومينيك لابيير، فقد كان هارون يتنكر بزي راعٍ ليتجول في التلال ويدرس المنحدرات، ولكنه في الحقيقة كان يخطط لاستراتيجية عسكرية دقيقة ضد القوات الصهيونية في المنطقة. أما بمعركة القسطل عام 1948 كان مسؤول جناح الميسرة وكانت مهمته بدء الهجوم من الجهة الجنوبية الغربية وإطلاق النار. وخاض العديد من المعارك مثل بيت محسير وجبال يالو ودير أيوب.
رفض هارون قرار الهدنة الذي فرضته الأمم المتحدة على الجيوش العربية والقوات الصهيونية، وقال إن الهدنة مؤامرة دولية هدفها منح القوات الصهيونية الوقت للتزود بالأسلحة والعتاد، وهذا جعله هدف رئيسي للقوات البريطانية والصهيونية.

## قالوا عنه
- قال الدكتور مصطفى الدباغ في كتابه بلادنا فلسطين: (الشيخ هارون بن جازي من عرب الحويطات أبلى بلاءاً حسناً مع مجموعته من مجاهدي الحويطات في معارك باب الواد التي كانت من أهم المعارك التي جرت دفاعاً عن القدس الشريف ( أيار 1948) جنباً إلى جنب مع أبطال الجيش العربي الأردني، واعترف اليهود بأنهم خسروا في هذه المعركة وحدها ضعفي العدد الذي خسروه في معاركهم التي سبقتها).
- قال الكاتب الاسرائيلي داني روبنشتاين في كتابه "إما نحن وإما هم، معركة القسطل": الوحدة العربية الأبرز التي أخلت مواقعها واستدعيت الى معركة القسطل هي وحدة القائد البدوي هارون بن جازي من شرق الاردن وكان الجزء الأكبر والأساسي من النشاط الفلسطيني في قطاع شاعر هجاي (باب الواد) تحت قيادة شيخ بدوي من شرق الأردن وهو هارون بن جازي ويضيف، أعد عبدالقادر خطة لاحتلال القسطل ثلاثة أجنحة، جناح اليمين حافظ بركات، جناح اليسار الجنوبي الغربي بقيادة المقاتل البدوي من شرق الأردن هارون بن جازي، والمركزي ابراهيم ابو دية وتقدمت قوة هارون بن جازي بصورة جيدة.
- وقال عنه عبد القادر الحسيني بعد مغادرة مقر الجامعة العربية وقبيل معركة القسطل، جمعت ما يقرب من ثلاثمائة مقاتل، لدي رجال الواحد منهم بألف، كان لدي هارون بن جازي ترك أرضه وأهله وجاء الى القدس يتتبع آثار نبيه ويتلمس الأرض التي مشت عليها أقدامه الطاهرة، كانت مهمة هارون والذين معه أن يبدوأ الهجوم من الوجهة الجنوبية الغربية ولقد قاتلوا عن عقيدة وعن شجاعه وتشهد لهم الأرض والدماء والله يشهد وأنا أشهد. ها أنا ازحف بقواتي إلى القسطل، طوقنا القسطل من كل الجهات وبدأ هارون بن جازي اطلاق النار كما كانت الخطة، هارون لو نجى فعلى قادة العرب إذا كانوا ينزلون الرجال منازلهم أن يجعلوه قائد لجيوشهم أنه مسعر حرب كان يدي اليمنى وكنت كثيراً اعتمد عليه في الاقتحامات الصعبة هو رجل المواقف، الآن بدأت النار، فلسطين في عنقك يا هارون وفي عنق كل المناضلين.[6][7]